# Koolhydraatarm dieet
Een koolhydraatarm dieet of weinig-koolhydratendieet is een eetpatroon dat de consumptie van koolhydraten beperkt, meestal voor gezondheidsredenen zoals vermindering van overgewicht. Voedingsmiddelen die een grote hoeveelheid verteerbare koolhydraten bevatten (zoals brood, pasta, aardappelen, rijst) worden beperkt of vervangen door voedingsmiddelen die een hoger percentage proteïnen en vetten (zoals vlees, vis, en sojaproducten) en vaak andere voedingsmiddelen die een relatief lage hoeveelheid koolhydraten bevatten (zoals groene bladgroenten).
De American Academy of Family Physicians geeft de volgende definitie van koolhydraatarm dieet:
Koolhydraatarme diëten beperken de calorische inname door het verminderen van de consumptie van koolhydraten tot 20 tot 60 g per dag (meestal minder dan 20 procent van de dagelijkse calorische inname). De consumptie van proteïnen en vetten wordt verhoogd om gedeeltelijk te compenseren voor de calorieën die oorspronkelijk van koolhydraten afkomstig waren.
Deze definitie is typisch voor de meeste bronnen, alhoewel er geen universele definitie vastgesteld is. Zulke diëten zijn over het algemeen ketogeen (dat wil zeggen, zij beperken de koolhydraatinname in dusdanige mate om ketose te veroorzaken), zoals de inductiefase van het Atkins-dieet. Sommige bronnen beschouwen echter de minder beperkende varianten ook als "koolhydraatarm".
Naast overgewicht, worden koolhydraatarme diëten vaak besproken als behandelingen voor sommige andere aandoeningen, zoals kanker, stress, suikerverslaving, diabetes en epilepsie.

## Geschiedenis

### Begin
Sommige antropologen geloven dat de vroegste mensen jagers-verzamelaars waren, die een dieet hadden dat een hoge mate van zowel proteïnen als vetten bevatte, en grotendeels laag in koolhydraten. Er bestaan inderdaad sommige geïsoleerdere beschavingen die tot de dag van vandaag volgens dit soort diëten eten. De opkomst van landbouw is verantwoordelijk geweest voor de geleidelijke stijging van het percentage koolhydraten in het menselijke dieet. Vooral in het moderne tijdperk was een zeer grote toename te zien van bewerkte koolhydraten in zogenaamde Westerse maatschappijen.
In 1863 publiceerde William Banting, een Engelse begrafenisondernemer met obesitas zijn boek "Letter on Corpulence Addressed to the Public". Hierin beschreef hij een dieet tegen overgewicht waarbij men geen brood, boter, melk, suiker, bier en aardappelen eet. Zijn boek was zo populair dat sommige mensen de term "Banting" gebruikten voor wat gewoonlijk lijnen of diëten wordt genoemd.
In 1967 publiceerde dr. Irwin Stillman zijn boek The Doctor's Quick Weight Loss Diet. Het "stillmandieet" is een proteïnenrijk, koolhydraatarm- en vetarm dieet. Het wordt beschouwd als een van de eerste koolhydraatarme diëten die in de Verenigde Staten populair zijn geworden. Andere laag-koolhydraten diëten in de jaren 1960 zijn het Luchtmachtdieet en het Drinking Man's Diet. De Oostenrijkse arts Wolfgang Lutz publiceerde zijn boek Leben Ohne Brot (Leven zonder brood) in 1967. Het boek werd echter nauwelijks opgemerkt in de Engelssprekende wereld.
In 1972 publiceerde dr. Robert Atkins zijn boek Dr. Atkins Diet Revolution, dat een dieet bepleitte met weinig koolhydraten dat hij succesvol had gebruikt in de behandeling van zijn patiënten in de jaren zestig (waarbij hij het dieet zelf ontwikkelde op basis van een ongespecificeerd artikel uit de Journal of the American Medical Association). Het boek werd een groot succes, maar vanwege onderzoek uit die tijd dat suggereerde dat er risico's verbonden waren aan de overmatige consumptie van vet en proteïnen, werd het boek vaak bekritiseerd door de mainstream medische gemeenschap als gevaarlijk en misleidend, wat de populariteit ervan op dat moment beperkte. Later in dat decennium publiceerden Walter Voegtlin en dr. Herman Tarnower respectievelijk de boeken die het paleodieet en het Scarsdaledieet bepleitten. Deze boeken werden een matig succes.
Het begrip van de glykemische index was uitgevonden in 1981 door dr. David Jenkins. Dit begrip beoordeelt voedingsmiddelen op basis van hun effect op het bloedsuikerniveau—waarbij snel verteerde enkelvoudige koolhydraten een snelle toename en langzaam verteerde koolhydraten zoals hele granen een langzamere toename veroorzaakten.

### Koolhydraatarme diëten sinds de jaren 1990
In de jaren 1990 publiceerde dr. Robert Atkins zijn boek Dr. Atkins New Diet Revolution en andere artsen begonnen boeken te publiceren gebaseerd op dezelfde principes. Dit kan als het begin aangemerkt worden van de "koolhydraatarmrage". Gedurende de late jaren 1990 en vroege jaren 2000 werden koolhydraatarme diëten populair in de Verenigde Staten (volgens sommige tellingen deed op het hoogtepunt maar liefst 18% van de bevolking een koolhydraatarm dieet)) en die verspreidden zich naar veel andere landen. Deze diëten waren zelfs opgemerkt door de voedselfabrikanten en restauranteigenaren omdat deze diëten hun omzet beïnvloedden (in het bijzonder Krispy Kreme). Dit was ondanks het feit dat de mainstream medische gemeenschap de koolhydraatarme diëten bleef bekritiseren als een gevaarlijke trend. Het is echter nuttig om op te merken dat veel van de artsen en instituties tegelijkertijd stilzwijgend hun eigen adviezen begonnen aan te passen om dichter te komen bij de koolhydraatarmaanbeveling (bijvoorbeeld het eten van meer proteïnen, minder zetmeel te eten, en de consumptie van sappen bij kinderen te verminderen). De voorstanders van koolhydraatarme diëten deden zelf ook een aantal aanpassingen zoals het elimineren van transvetten. Veel van de dieetboeken en dieetgoeroes die in deze periode verschenen distantieerden zichzelf bewust van Atkins en het begrip weinig koolhydraten (vanwege de controverses) zelfs al waren hun aanbevelingen grotendeels gebaseerd op dezelfde principes (bijvoorbeeld het zonedieet). Daarom is het vaak te betwisten welke diëten echt koolhydraatarme diëten zijn en welke niet. De jaren 1990 en 2000 zagen ook de publicatie van een toenemend aantal klinische studies die de effectiviteit en de veiligheid van koolhydraatarme diëten onderzochten (zie medisch onderzoek).
Na 2004 begon de populariteit van deze trend af te nemen hoewel het nog steeds zeer populair blijft. Ondanks de vermindering in populariteit heeft deze dieettrend langzamerhand stilzwijgend de aandacht getrokken binnen de medische wetenschappelijke gemeenschap.

## Theorie en praktijk
De term koolhydraatarmdieet wordt vandaag het sterkst in verband gebracht met het Atkins-dieet. Er is echter een verzameling andere diëten die in mindere of meerdere mate dezelfde principes delen (bijvoorbeeld het Zonedieet, het Protein Power Lifeplan, het Go Lower dieet en het South Beach-dieet). Er is daarom geen breed geaccepteerde definitie wat een koolhydraatarmdieet precies is. Het is belangrijk om op te merken dat het niveau van de consumptie van koolhydraten zoals gedefinieerd door medische onderzoekers kan verschillen van het niveau van koolhydraten gedefinieerd door dieetadviseurs. Voor de doeleinden van deze, richten we de aandacht op diëten die de inname van koolhydraten in de voeding in dusdanige mate reduceren om dramatisch de productie van insuline in het lichaam te verminderen of te elimineren, en om de ketosis (de productie van ketonen die gebruikt worden als energiebron in plaats van glucose) te stimuleren.
Hoewel oorspronkelijk de koolhydraatarme diëten gemaakt werden op basis van anecdotisch bewijs van hun effectiviteit, is er vandaag een veel grotere theoretische basis waarop deze diëten rusten. Het wetenschappelijke principe dat de sleutelrol speelt is het verband tussen de consumptie van koolhydraten en hun effecten op bloedsuiker (dat wil zeggen bloedglucose) en de productie van hormonen. Bloedsuikerniveaus in het menselijke lichaam moeten in een vrij nauwe marge gehouden worden om gezondheid te behouden. De twee primaire hormonen gerelateerd aan de regulatie van bloedsuikerniveaus, worden in de alvleesklier geproduceerd, en zijn insuline, die bloedsuikerniveaus verlaagt, en glucagon, dat bloedsuikerniveaus verhoogt. In het algemeen bevatten de meeste westerse diëten (en vele andere) voldoende veel koolhydraten dat vrijwel iedere maaltijd leidt tot substantiële insulineproductie en ketose vermijdt, waardoor de overvloed aan energie in het dieet wordt opgeslagen als vet. Daarentegen ontmoedigen koolhydraatarme diëten de productie van insuline en veroorzaken ketose. Sommige onderzoekers denken dat dit ervoor zorgt dat overmatige energie en lichaamsvet geëlimineerd wordt uit het lichaam, alhoewel deze theorie nog controversieel is.
De voorstanders van koolhydraatarme theorieën raden in het algemeen aan om opneembare koolhydraten (meestal "netto koolhydraten" genoemd, dat wil zeggen het totale aantal gram koolhydraten minus de niet-opneembare koolhydraten) te reduceren tot zeer lage niveaus. Dit betekent de consumptie van desserts, brood, pastas, aardappelen, rijst en andere zoete of zetmeel-houdende voedingsmiddelen sterk te reduceren. Sommigen raden niveaus aan zo laag als 20-30 gram van "netto koolhydraten" per dag, in elk geval in de eerste fases van het dieet (ter vergelijking, een enkel sneetje witbrood bevat gemiddeld 15 gram koolhydraten, vrijwel allemaal zetmeel). Daarentegen raadt het U.S. Institute of Medicine een minimum inname van 130 gram koolhydraten per dag aan (de FAO en WHO raden aan dat de meerderheid van de diëtaire energie afkomstig is van koolhydraten). Koolhydraatarme diëten verschillen vaak in de specifieke hoeveelheid koolhydraten die zij toestaan, of bepaalde soorten voedingsmiddelen de voorkeur hebben, of bepaalde uitzonderingen zijn toegestaan, etc. In het algemeen zijn ze het allemaal eens dat suiker geëlimineerd moet worden, of in elk geval sterk verminderd, en moedigen eveneens zeer bewerkte granen af (witbrood etc.) Zij verschillen sterk in hun aanbevelingen wat betreft de hoeveelheid vet die toegestaan is in het dieet alhoewel de meest populaire huidige versies (waaronder het Atkins-dieet) in het algemeen ten minste een matige vetinname aanbevelen.
Alhoewel koolhydraatarme diëten meestal worden gehanteerd als een middel om af te vallen, hebben sommige deskundigen voorgesteld dat laag-koolhydraatdiëten in staat zijn om ziekten te verhelpen of te voorkomen waaronder diabetes en epilepsie. Er wordt zelfs door sommige voorstanders van koolhydraatarme diëten en anderen voorgesteld dat het de toename is in koolhydraatconsumptie, vooral bewerkte koolhydraten, die de "epidemische" niveaus van veel ziekten van de moderne maatschappij heeft veroorzaakt.

## Verder leesmateriaal
- Gary Taubes: Good Calories, Bad Calories: Challenging the Conventional Wisdom on Diet, Weight Control, and Disease, Knopf (2007), ISBN 978-1400040780.
- Eades, Michael R.; Eades, Mary Dan: Protein Power: The High-Protein/Low-Carbohydrate Way to Lose Weight, Feel Fit, and Boost Your Health—in Just Weeks!, Bantam Books, 1999, ISBN 978-0553380781.
- Bowen, R.: The Endocrine Pancreas, Colorado State University: Hypertexts for Biomedical Sciences, 8 december 2002.
- The Ketogenic Diet, Johns Hopkins Epilepsy Center.
- Banting, William: Letter On Corpulence, Addressed To The Public, 4th, London, England: Harrison, 1869.
- Bowden, Jonny: Living the Low Carb Life: From Atkins to the Zone, Sterling Publishing, februari 2004, ISBN 978-1402713989.
- Carr, Timothy P.: Discovering Nutrition, Blackwell Publishing, oktober 2002, ISBN 978-0632045648.
- Freeman, John M., Kossoff, Eric H., Freeman, Jennifer B.: The Ketogenic Diet: A Treatment for Children and Others with Epilepsy, Fourth edition, Demos Medical Publishing, 4 oktober 2006, ISBN 978-1932603187.